# 53 Leonis
53 Leonis (l Leonis) é uma estrela na direção da Leo. Possui uma ascensão reta de 10h 49m 15.43s e uma declinação de +10° 32′ 42.9″. Sua magnitude aparente é igual a 5.32. Considerando sua distância de 334 anos-luz em relação à Terra, sua magnitude absoluta é igual a 0.27. Pertence à classe espectral A2V.